# Jean-Christophe Nivière
Jean-Christophe Nivière, né le 10 septembre 1977 à Toulon dans le Var, est un joueur français de basket-ball. Il évolue au poste de meneur.

## Biographie
Commence le basket à l’âge de 8 ans à l’Omnisports gardéen. 
Rejoint l’Omnisport hyérois à 11 ans qui devient HTV par la suite. 
Fait tout son cursus jeune au HTV.
Signe en professionnel au HTV en 1997. 
Reste 6 ans à son poste.
En 2002/2003 est prêté au GET Vosges pour un retour l’année d’après. 
Puis s’envole pour le 92 à Levallois pour 3 ans. 
Pour finir sa carrière professionnelle en 2008.